# Néiser Villarreal
Néiser David Villarreal Quiñones (Tumaco, Nariño, 24 de abril de 2005) es un futbolista colombiano. Juega como extremo y su equipo actual es Millonarios de la Categoría Primera A.

## Carrera en clubes

### Millonarios

#### Llegada al profesionalismo
Tras pasar cerca de dos años compitiendo en las inferiores de Millonarios, el 10 de septiembre de 2023 recibe su primera convocatoria al primer equipo, siendo citado por Alberto Gamero, entonces técnico del equipo, a un clásico ante Independiente Santa Fe por el Torneo Finalización 2023.
Su debut profesional se da días después de su primera citación, el 15 de septiembre de 2023, en un partido por la misma competición ante Atlético Bucaramanga; ingresando al minuto 87’ de juego, sustituyendo a Daniel Ruiz.

## Selección nacional

### Categorías inferiores

#### Colombia Sub-20
Su primer acercamiento a su selección nacional se da en junio de 2024 cuando es citado para un microciclo preparatorio por el entonces técnico de la selección de Colombia Sub-20, César Torres.
Su debut y primer gol en la categoría se dan el 27 de junio de 2024, en un amistoso frente a la selección de Perú Sub-20; marcando al minuto 73’ de juego, asistido por Edwin Montaño.
Posteriormente es convocado nuevamente por César Torres para disputar en Venezuela el Campeonato Sudamericano Sub-20 de 2025, en el que Colombia obtuvo medalla de bronce. Destacándose individualmente al consolidarse goleador, marcando ocho goles, y además, dando cuatro asistencias.

## Estadísticas

### Clubes
Actualizado al último partido jugado el 16 de mayo de 2025.
| Club                   | Div.          | Temporada     | Liga  | Liga  | Liga   | Copas | Copas | Copas  | Internacional | Internacional | Internacional | Total | Total | Total  | Media goleadora |
| Club                   | Div.          | Temporada     | Part. | Goles | Asist. | Part. | Goles | Asist. | Part.         | Goles         | Asist.        | Part. | Goles | Asist. | Media goleadora |
| ---------------------- | ------------- | ------------- | ----- | ----- | ------ | ----- | ----- | ------ | ------------- | ------------- | ------------- | ----- | ----- | ------ | --------------- |
| Millonarios · Colombia | 1.ª           | 2023          | 3     | -     | -      | -     | -     | -      | -             | -             | -             | 3     | -     | -      | -               |
| Millonarios · Colombia | 1.ª           | 2024          | 7     | -     | 1      | 1     | -     | -      | -             | -             | -             | 8     | -     | 1      | -               |
| Millonarios · Colombia | 1.ª           | 2025          | 15    | -     | 2      | -     | -     | -      | -             | -             | -             | 15    | -     | 2      | -               |
| Millonarios · Colombia | Total club    | Total club    | 25    | -     | 3      | 1     | -     | -      | -             | -             | -             | 26    | -     | 3      | -               |
| Total carrera          | Total carrera | Total carrera | 25    | -     | 3      | 1     | -     | -      |               | -             |               | 26    | -     | 3      | -               |
| 1. 2. 3.               |               |               |       |       |        |       |       |        |               |               |               |       |       |        |                 |

### Selección de Colombia
Actualizado al último partido jugado el 27 de julio de 2025.
| Selección nacional        | Temporada                 | Continental | Continental | Continental | Mundiales | Mundiales | Mundiales | Amistosos | Amistosos | Amistosos | Total | Total | Total  | Media goleadora |
| Selección nacional        | Temporada                 | Part.       | Goles       | Asist.      | Part.     | Goles     | Asist.    | Part.     | Goles     | Asist.    | Part. | Goles | Asist. | Media goleadora |
| ------------------------- | ------------------------- | ----------- | ----------- | ----------- | --------- | --------- | --------- | --------- | --------- | --------- | ----- | ----- | ------ | --------------- |
| Sub-20 · Colombia         |                           |             |             |             |           |           |           |           |           |           |       |       |        |                 |
| 2024                      | -                         | -           | -           | -           | -         | -         | 10        | 4         | 2         | 10        | 4     | 2     | 0.4    |                 |
| 2025                      | 9                         | 8           | 4           | -           | -         | -         | 5         | -         | 2         | 14        | 8     | 6     | 0.57   |                 |
| Total selección y carrera | Total selección y carrera | 9           | 8           | 4           | -         | -         | -         | 15        | 4         | 4         | 24    | 12    | 8      | 0.5             |
| 1. 2.                     |                           |             |             |             |           |           |           |           |           |           |       |       |        |                 |

### Tripletes
| 1 | 4 de febrero de 2025 | Polideportivo Misael Delgado, Valencia | Colombia Sub-20 - Paraguay Sub-20 |  | 4 - 0 | Sudamericano Sub-20 2025 |

## Palmarés

### Distinciones individuales
| Distinción                                 | Año  |
| ------------------------------------------ | ---- |
| Goleador del Sudamericano Sub-20 (8 goles) | 2025 |